# Wagner de Souza
Wagner de Souza (São Paulo, 1986) é um quadrinista, colorista e designer brasileiro. Formado em Design na Unesp, trabalha com ilustração editorial, didáticos e publicitária. Colaborou como desenhista em graphic novels como A Herança Africana no Brasil, Nanquim Descartável, São Paulo dos Mortos e Quem Matou João Ninguem?. Foi o responsável pelas cores de KM Blues (escrito por Daniel Esteves e desenhado por seu irmão, Wanderson de Souza), com o qual ganhou o 25º Troféu HQ Mix na categoria "melhor publicação independente edição única".